# Euphorbia iharanae
Euphorbia iharanae ist eine Pflanzenart aus der Gattung Wolfsmilch (Euphorbia) in der Familie der Wolfsmilchgewächse (Euphorbiaceae).

## Beschreibung
Die sukkulente Euphorbia iharanae wächst als Strauch bis in 100 Zentimeter Höhe mit wenig verzweigten Trieben. Die fünfkantigen Triebe werden 1,5 bis 2,0 Zentimeter dick. Die eiförmigen Blätter stehen an den Spitzen der Triebe, sind mit weißen Haaren versehen und werden bis etwa 7,5 Zentimeter lang und 4,5 Zentimeter breit. Der Blattstiel wird bis 1 Zentimeter lang. Die knorpeligen Nebenblätter sind in viele, schmale Borsten aufgeteilt.
Der Blütenstand besteht aus fast endständigen Cymen, die ein- bis zweifach gegabelt und fast sitzend sind. Die dicht behaarten und bis 12 Millimeter langen und bis 3 Millimeter breiten Cyathophyllen umhüllen die bis 3 Millimeter im Durchmesser großen Cyathien. Der Fruchtknoten steht auf einem bis 4 Millimeter langen Stiel.

## Verbreitung und Systematik
Euphorbia iharanae ist endemisch im Nordosten von Madagaskar im Distrikt Iharana auf Felsen entlang der Küste verbreitet.
Die Art steht auf der Roten Liste der IUCN und gilt als vom Aussterben bedroht (Critically Endangered).
Die Erstbeschreibung der Art erfolgte 1995 durch Werner Rauh. Sie ist eng mit Euphorbia aureoviridiflora verwandt.